# 김일 (1910년)

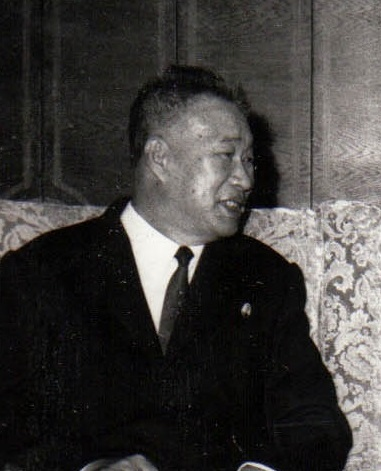
1974년 내각총리로 있던 당시의 김일

김일(金一, 1910년 3월 20일 ~ 1984년 3월 9일)은 일제 강점기의 항일 독립운동가이자 소비에트 연방의 군인, 조선민주주의인민공화국의 군인, 정치인이다. 북조선의 내각 총리, 부주석을 지냈다. 함경북도 출신. 본명은 박덕산(朴德山)이고, 김덕산이라는 별칭도 사용하였다. 일제강점기 후반 만주 빨치산에서 활동하였다.

## 생애

### 생애 초반
본명은 박덕산으로, 김일성의 휘하에 있으면서 오직 김일성밖에 모른다고 하여 가명을 김일이라 하였다.
동만주 일대에서 김일성(金日成)과 항일무장투쟁에 참여하였다. 1932년에 조선공산당 지하당 활동과 대중단체사업을 하였으며, 1935년 10월에 항일무장부대에 입대해 독립운동을 하였다. 8.15 광복 후에 귀국하여 1945년 11월에 북조선공산당 평북 당비서, 1946년 4월에 북조선노동당 중앙위원회 상무위원 겸 정치위원 등을 지냈다. 1946년 9월 제1사단 문화부사단장이 되었다.

### 해방 이후
1948년에 최고인민회의 제1기에 대의원에 선출되고 계속해서 최고인민회의 대의원을 지냈다. 그 후 6·25전쟁 당시 조선인민군 문화부 사령관, 체신성 정치국장, 민족보위성 부상, 평안남도위원회 위원장, 내무성 정치국장, 전선사령부 군사위원, 평안남도위원회 위원장의 직책에 있으면서 주로 후방의 전시업무를 관장했다.

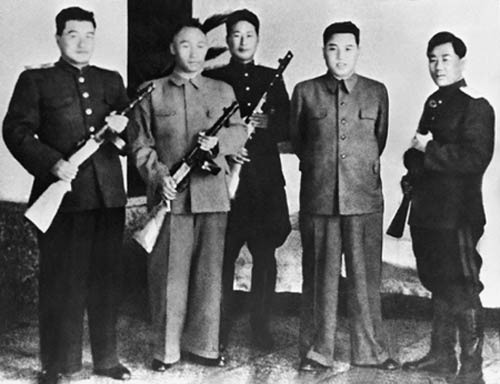
평양에서 생산된 최초의 따발총을 수여받은 최용건, 김책, 김일, 강건

1948년 9월 2일 정부 수립 직후 민족보위성 부상에 선임됐다. 1950년 6.25 전쟁 당시 민족보위성 부상 겸 조선인민군 문화부 사령관이면서 동시에 민족보위성 문화부장을 겸직했다. 1953년 6월에 조선노동당 중앙위원회 비서, 8월 조선노동당 중앙위원회 부위원장, 중앙위원회 상무위원회 위원·중앙당 정치위원회 위원·당 군사위원회 위원 등에 선출되었다.
1954년 3월에 내각 부수상에 임명되었다. 1954년 4월에 북한 내각 농업상에 임명되었다. 부수상 겸 농업상의 직책에 있으면서 전후 복구시설과 사회주의 기초건설에 관한 정책을 진행시키고 당의 노선을 정비하였다.
1959년 1월에 내각 제1부수상이 되었다. 1966년 10월에 조선로동당 정치위원회 상무위원 겸 비서가 되었다. 1972년12월에 정무원 총리 겸 중앙인민위원회 위원으로 있다가 1976년 4월 29일 신병이 악화되어 건강상의 이유로 사직서를 제출했으나, 곧 국가 부주석에 올랐다.

### 생애 후반
그는 북조선의 대외관계에서 두각을 나타냈는데, 79년에는 조국평화통일위원회 위원장직을 맡는 등 대남관계에서도 활발한 활동을 하였다.
상훈으로는 최고훈장인 김일성 훈장을 받고, 로력영웅 칭호를 받았다. 그외에 국기훈장 제1급, 자유독립훈장 제1급, 공화국창건 기념훈장을 비롯한 많은 훈장과 메달을 받았다. 1984년에 사망했다. 묘는 대성산 혁명열사릉에 있다.

## 학위
- 타쉬겐트종합대학교 명예 박사

## 가족 관계
- 부인 : 중국 여성, 이름 미상
  - 아들 : 박용석(朴容錫, 1928년 ~ 2007년 3월)
  - 아들 : 박기서(朴基瑞, 1929년 ~ 2010년 1월 5일)

## 같이 보기
- 빨치산
- 남조선노동당
- 김일성